# Łosinko
Łosinko – osada w Polsce, w województwie pomorskim, w powiecie słupskim, w gminie Dębnica Kaszubska.
Do 31 grudnia 2023 miejscowość była częścią wsi Podwilczyn.